# Sophie Berner
Sophie Berner (* 26. November 1984 in München) ist eine deutsche Sängerin, Schauspielerin und Musicaldarstellerin.

## Werdegang
Nach Abschluss der Realschule studierte sie zunächst von 2003 bis 2004 Musical an der Bayerischen Theaterakademie August Everding in München, wo sie unter anderem von Kathrin Ackermann (Schauspiel) und Marianne Larsen (Gesang) unterrichtet wurde. Sie spielte dort in mehreren Hochschulproduktionen wie West Side Story, Into the Woods und Der kleine Horrorladen mit.
Im Jahr 2005 gewann Sophie Berner den Gisela May Förderpreis Chanson sowie beim Bundeswettbewerb Gesang Berlin einen Ersten Preis in der Kategorie Gesang. Lutz Deisinger, Jurymitglied des Bundeswettbewerbs, engagierte sie für die Berliner Bar jeder Vernunft. Dort spielte sie ab 2006 in der Inszenierung von Vincent Paterson mit Angela Winkler, Maren Kroymann und Regina Lemnitz ihre erste große Rolle als Sally Bowles im Musical Cabaret, für die sie besonders dem Berliner Publikum bekannt ist. Insgesamt stand sie mit der Figur in wechselnden Inszenierungen über 700 Mal auf der Bühne, darunter auch am Deutschen Theater in München, am Staatstheater Hannover, am Theater St. Gallen, am Stadttheater Gießen und am Tiroler Landestheater Innsbruck.
Berner war in weiteren Rollen zu sehen, unter anderem als Mercédès in Der Graf von Monte Christo am Theater St. Gallen (2009–2011), als Päpstin Johanna im Musical Die Päpstin am Schlosstheater Fulda (2012) und am Prinzregententheater München (2013), als Spinnenfrau in Der Kuss der Spinnenfrau am Stadttheater Gießen (2014–2016), als Kate in Kiss me, Kate am Staatstheater Nürnberg (2016) und als Grizabella in Cats bei den Luisenburg Festspielen in Wunsiedel (2017). Besondere Beachtung erreichte sie 2015 bis 2017 mit ihrer Rolle als Marketenderin Lara im Pop-Oratorium Luther.
Berner steht auch mit Soloprojekten auf der Bühne. Seit Oktober 2017 ist ihr neues Programm Pure Imagination in der Bar jeder Vernunft und an weiteren Spielorten zu sehen. Außerdem sammelt sie derzeit beim Dreh für den Kinofilm Frau Mutter Tier erste Leinwanderfahrung. Für Visit Berlin, die Organisation der Stadt Berlin für Tourismus und Kongressmarketing trat sie in New York, Moskau und Tel Aviv als künstlerische Botschafterin der deutschen Hauptstadt auf.

## Engagements
- 2005: Der kleine Horrorladen, Audrey (Erstbesetzung); Alte Münze München[17]
- 2006: Anything Goes, Hope (Erstbesetzung); Schlossfestspiele Ettlingen (Regie Greg Simmons)[2]
- 2006–2019 (mit Unterbrechungen): Cabaret, Sally Bowles (Erstbesetzung); Bar jeder Vernunft Berlin, Tipi am Kanzleramt Berlin (Regie Vincent Paterson), Theater St. Gallen (Regie Cusch Jung / Claudio Bueno), Stadttheater Gießen (Regie Catherine Miville), Tiroler Landestheater Innsbruck (Regie Carl Philip von Maldeghem).[6][7]
- 2009: Der Mann von La Mancha, Adonza (Erstbesetzung); Theater St. Gallen (Regie Matthias Davids, Choreografie Melissa King)[18]
- 2009–2011: Der Graf von Monte Christo, Mercedez (Erstbesetzung); Theater St. Gallen (Regie Andreas Gergen, Choreografie Melissa King)[8]
- 2012–2013: Die Päpstin, Johanna/Päpstin (alternierend); Schlosstheater Fulda, Prinzregententheater München[7][9]
- 2012–2017: I wanna be loved by you, Marilyn Monroe (Erstbesetzung); Stadttheater Gießen (Regie Titus Hoffmann)[19]
- 2013: Show Boat, Julie LaVerne (Erstbesetzung); Bad Hersfelder Festspiele (Regie Melissa King)[20]
- 2013–2014: Die 10 Gebote, Ziporah (Erstbesetzung); Theater St. Gallen (Regie Martin Duncan, Choreografie Nick Winston)[21]
- 2014: Aida, Amneris (Erstbesetzung); Thunerseespiele (Regie Katja Wolff, Choreografie Christopher Tölle)[22]
- 2014–2016: Der Kuss der Spinnenfrau, Spinnenfrau (Erstbesetzung); Stadttheater Gießen (Regie Catherine Miville)[23]
- 2015: Die Päpstin, Johanna/Päpstin (Erstbesetzung); Schlosstheater Fulda
- 2015: Singin‘ in the rain, Lina Lamont (Erstbesetzung); Staatstheater Nürnberg (Regie Melissa King)[24]
- 2015–2017: West Side Story, Anita (Erstbesetzung); Theater St. Gallen (Regie Melissa King)[25]
- 2015–2017: Pop-Oratorium Luther, Lara (Erstbesetzung); Mercedes-Benz Arena Berlin, Westfalenhallen Dortmund, ISS Dome Düsseldorf, TUI Arena Hannover, Porsche-Arena Stuttgart, SAP Arena Mannheim, Barclaycard Arena Hamburg, Gerry-Weber-Stadion Halle (Westf.), Olympiahalle München (Regie Andreas Gergen, Choreografie Doris Marlis)[26]
- 2016: Kiss me, Kate, Lilli Vanessi/Kate (Erstbesetzung); Staatstheater Nürnberg (Regie Thomas Enzinger, Choreografie Kati Farkas)[11]
- 2016–2017: Sugar – Manche mögen’s heiss, Sugar (Erstbesetzung); Staatstheater Nürnberg (Regie Thomas Enzinger, Choreografie Ramesh Nair)[27]
- 2017: Cats, Grizabella (Erstbesetzung); Luisenburg-Festspiele Wunsiedel (Regie Hardy Rudolz, Choreografie Vanni Viscusi)[12]
- 2017–2018: Lights of Broadway; Staatstheater Nürnberg
- 2018: Viel Lärm um nichts, Beatrice (Erstbesetzung); Salzburger Landestheater
- 2018: Spatz und Engel, Edith Piaf (Erstbesetzung); Stadttheater Gießen
- 2018–2019, Staunen-Circus of Stars; Wintergarten (Varieté)
- 2019: Chicago, Velma Kelly (Erstbesetzung); Tiroler Landestheater Innsbruck
- 2021–2022: Hairspray, Velma von Tussle; Staatstheater Nürnberg (Regie und Choreografie Melissa King)
- 2022–2023: Moulin Rouge!, Satine (Erstbesetzung); Musical Dome[28]

## Soloprojekte
- 2007–2009: Sophies Welten; Bar jeder Vernunft in Berlin,  August Everding Saal in Grünwald und im Lokremise Theater St. Gallen[29]
- 2008: Musical Gala; Brunnenhof Münchner Residenz, Wetzlarer Festspiele
- 2009: Sophie chante; Europa
- 2011: Selber eingeladen; Bar jeder Vernunft in Berlin, Carl-Orff-Saal im Gasteig München
- 2012: Felix Martin and Friends Gala; Oldenburg
- 2015: Musical á la Berner; Lokremise Theater St. Gallen[30]
- 2017–2019: Pure Imagination; Bar jeder Vernunft in Berlin, Opernhaus des Staatstheaters Nürnberg[14], Stadttheater Gießen

## Auszeichnungen
- 2005: Bundeswettbewerb Gesang Berlin, Erster Preis in der Kategorie Musical[3]
- 2005: Gisela May Förderpreis Chanson[2]

## Diskografie
- 2011: Der Graf von Monte Christo – Das Musical, Original Cast[31]
- 2012: Die Päpstin – Das Musical, Hameln Cast[32]
- 2016: Pop-Oratorium Luther[33]